# Eldred, Illinois
Eldred là một làng thuộc quận Greene, tiểu bang Illinois, Hoa Kỳ. Năm 2010, dân số của làng này là 201 người.

## Dân số
Dân số qua các năm:
- Năm 2000: 211 người.
- Năm 2010: 201 người.